# Stefan Elmgren
Stefan Elmgren (født 10. marts 1974) har været guitarist i det svenske heavy metalband HammerFall siden 1997. Før sit skifte til HammerFall var han med i bandet Highlander.
Stefan Elmgren har også gennemført et soloprojekt (Full Strike) og udgivet et album ved navn We Will Rise i 2002. Han spiller også guitar i Joacim Cans soloprojekt Cans.
Udover sin musikalske karriere er Stefan pilot.